# Bendik Bye
Bendik Bye (Steinkjer, 9 marzo 1990) è un calciatore norvegese, attaccante del Ranheim.

## Carriera

### Club
Bye ha vestito la maglia dello Steinkjer dal 2007 al 2010, in 2. divisjon. Nel 2011 è stato tesserato dal Ranheim, in 1. divisjon: ha esordito in squadra il 3 aprile, quando ha sostituito Robert Stene nella vittoria casalinga per 1-0 sul Løv-Ham. Il 19 giugno 2011 ha trovato il primo gol in questa divisione, nel successo esterno per 1-4 sul Randaberg.
Nel 2015, Bye è passato al Levanger. Ha debuttato con questa maglia il 6 aprile, schierato titolare nella sconfitta per 5-0 arrivata sul campo dell'Åsane. Il 30 aprile ha siglato le prime reti per il Levanger, mettendo a referto una doppietta nel successo per 1-3 in casa del Sogndal.
Il 2 novembre 2016, il Sogndal ha reso noto l'ingaggio di Bye, che ha firmato un contratto biennale con il nuovo club: il trasferimento sarebbe stato ratificato alla riapertura del calciomercato locale, prevista per il 1º gennaio 2017. Ha pertanto esordito in Eliteserien il 2 aprile 2017, impiegato dal primo minuto nella partita persa per 3-1 in casa del Sarpsborg 08. Tre giorni più tardi, il 5 aprile, ha realizzato il primo gol nella massima divisione norvegese: ha contribuito alla vittoria della sua squadra sullo Stabæk col punteggio di 4-1.
Il 1º febbraio 2018, Bye è stato tesserato dal Kristiansund, col giocatore che ha firmato un accordo biennale. Il 12 marzo 2018 ha esordito per la nuova squadra, sostituendo Benjamin Stokke nella sconfitta casalinga per 0-1 contro il Vålerenga. Il 17 marzo, nel pareggio per 2-2 contro il Rosenborg, ha realizzato il primo gol.
Il 20 novembre 2019 ha prolungato il contratto che lo legava al Kristiansund, fino al 31 dicembre 2021. Il 17 settembre 2021 ha ulteriormente rinnovato l'accordo con il club, fino al 31 dicembre 2022.
Il 19 novembre 2022, il Ranheim ha annunciato il ritorno in squadra di Bye, col giocatore che ha firmato un contratto biennale valido a partire dal 1º gennaio 2023.

## Statistiche

### Presenze e reti nei club
Statistiche aggiornate al 9 gennaio 2023.
| Stagione            | Squadra             | Campionato          | Campionato | Campionato | Coppe nazionali | Coppe nazionali | Coppe nazionali | Coppe continentali | Coppe continentali | Coppe continentali | Altre coppe | Altre coppe | Altre coppe | Totale | Totale | Totale |
| Stagione            | Squadra             | Comp                | Pres       | Reti       | Comp            | Pres            | Reti            | Comp               | Pres               | Reti               | Comp        | Pres        | Reti        | Pres   | Reti   |        |
| ------------------- | ------------------- | ------------------- | ---------- | ---------- | --------------- | --------------- | --------------- | ------------------ | ------------------ | ------------------ | ----------- | ----------- | ----------- | ------ | ------ | ------ |
| 2007                | Steinkjer           | 2D                  | ?          | ?          | CN              | ?               | ?               | -                  | -                  | -                  | -           | -           | -           | ?      | ?      |        |
| 2008                | Steinkjer           | 2D                  | ?          | ?          | CN              | ?               | ?               | -                  | -                  | -                  | -           | -           | -           | ?      | ?      |        |
| 2009                | Steinkjer           | 2D                  | ?          | ?          | CN              | ?               | ?               | -                  | -                  | -                  | -           | -           | -           | ?      | ?      |        |
| 2010                | Steinkjer           | 2D                  | ?          | ?          | CN              | ?               | ?               | -                  | -                  | -                  | -           | -           | -           | ?      | ?      |        |
| Totale Steinkjer    | Totale Steinkjer    | Totale Steinkjer    | ?          | ?          |                 | ?               | ?               |                    | -                  | -                  |             | -           | -           | ?      | ?      |        |
| 2011                | Ranheim             | 1D                  | 17         | 1          | CN              | 2               | 1               | -                  | -                  | -                  | -           | -           | -           | 19     | 2      |        |
| 2012                | Ranheim             | 1D                  | 30         | 5          | CN              | ?               | ?               | -                  | -                  | -                  | -           | -           | -           | 30+    | 5+     |        |
| 2013                | Ranheim             | 1D                  | 24+3       | 3+0        | CN              | 4               | 0               | -                  | -                  | -                  | -           | -           | -           | 31     | 3      |        |
| 2014                | Ranheim             | 1D                  | 24         | 4          | CN              | 2               | 2               | -                  | -                  | -                  | -           | -           | -           | 26     | 6      |        |
| 2015                | Levanger            | 1D                  | 30         | 15         | CN              | 2               | 2               | -                  | -                  | -                  | -           | -           | -           | 32     | 17     |        |
| 2016                | Levanger            | 1D                  | 30         | 9          | CN              | 2               | 1               | -                  | -                  | -                  | -           | -           | -           | 32     | 10     |        |
| Totale Levanger     | Totale Levanger     | Totale Levanger     | 60         | 24         |                 | 4               | 3               |                    | -                  | -                  |             | -           | -           | 64     | 27     |        |
| 2017                | Sogndal             | ES                  | 24+1       | 4+0        | CN              | 3               | 1               | -                  | -                  | -                  | -           | -           | -           | 28     | 5      |        |
| 2018                | Kristiansund        | ES                  | 30         | 9          | CN              | 3               | 1               | -                  | -                  | -                  | -           | -           | -           | 33     | 10     |        |
| 2019                | Kristiansund        | ES                  | 23         | 4          | CN              | 3               | 2               | -                  | -                  | -                  | -           | -           | -           | 26     | 6      |        |
| 2020                | Kristiansund        | ES                  | 24         | 6          | -               | -               | -               | -                  | -                  | -                  | -           | -           | -           | 24     | 6      |        |
| 2021                | Kristiansund        | ES                  | 26         | 7          | CN              | 1               | 1               | -                  | -                  | -                  | -           | -           | -           | 27     | 8      |        |
| 2022                | Kristiansund        | ES                  | 29         | 9          | CN              | 2               | 0               | -                  | -                  | -                  | -           | -           | -           | 31     | 9      |        |
| Totale Kristiansund | Totale Kristiansund | Totale Kristiansund | 132        | 35         |                 | 9               | 4               |                    | -                  | -                  |             | -           | -           | 141    | 39     |        |
| 2023                | Ranheim             | 1D                  | 0          | 0          | CN              | 0               | 0               | -                  | -                  | -                  | -           | -           | -           | 0      | 0      |        |
| Totale Ranheim      | Totale Ranheim      | Totale Ranheim      | 95+3       | 13+0       |                 | 8+              | 3+              |                    | -                  | -                  |             | -           | -           | 106+   | 16+    |        |
| Totale carriera     | Totale carriera     | Totale carriera     | 311+4+     | 76+0       |                 | 24+             | 11+             |                    | -                  | -                  |             | -           | -           | 339+   | 87+    |        |